# Mabel Oboh
Mabel Akomu Oboh, más conocida como Mabel Oboh (Edo, 18 de abril de 1964), es una actriz, presentadora y cineasta nigeriana. Inició su carrera a comienzos de la década de 1980 y logró repercusión en su país natal luego de dirigir y producir el seriado dramático Victims, el cual fue emitido por la Autoridad Nigeriana de Televisión.

## Biografía

### Primeros años y estudios
Oboh es originaria del estado de Edo, Nigeria. Nació el 18 de abril de 1964, hija de Humphrey Etafo Oboh y Comfort Oboh. Es exalumna de la Buckinghamshire New University, donde se licenció en criminología.

### Carrera
Comenzó su carrera en la industria del entretenimiento a principios de los años 1980, luego de cursar estudios en cinematografía, artes escénicas, oratoria y teatro. Logró reconocimiento como directora y productora independiente con su serie dramática Victims, que más tarde fue emitida por la Autoridad Nigeriana de Televisión. En el año 2000 se convirtió en la primera presentadora del programa de entrevistas Chat with Mabel, de la NTA.
Siguió trabajando con la NTA en los años 1990 como corresponsal de noticias, antes de trabajar con Naciones Unidas y con la embajada británica en Polonia en las secciones de anuncios y visados. Más adelante se encargó de la promoción de un estudio musical en la localidad de Agegunle, propiedad de su hermano John Oboh, precursor del género del beat  de Ajegunle a comienzos de la década de 1990. Su contribución ayudó a descubrir y producir a artistas como Daddy Showkey, Daddy Fresh, Baba Fryo y African China, entre otros.
Actualmente, Oboh es una portavoz pública del Congreso Democrático Africano. Fue aspirante en la plataforma del Congreso Democrático Africano en las elecciones a gobernador del Estado de Edo en 2020. Fundó el Mabel Oboh Centre for Save our Stars, fundación benéfica con el objetivo de atender las necesidades sanitarias de los artistas nigerianos en todas las ramas del arte y en entretenimiento.